# مروان عرفات
مروان عرفات (انگلیسی: Marwan Arafat; ۵ ژانویهٔ ۱۹۴۵ – ۱۲ ژوئن ۲۰۱۲) یک بازیکن فوتبال، داور فوتبال، و روزنامه‌نگار ورزشی بود.